# یواس‌اس دفندر (ام‌سی‌ام-۲)
یواس‌اس دفندر (ام‌سی‌ام-۲) (به انگلیسی: USS Defender (MCM-2)) یک کشتی است که طول آن ۲۲۴ فوت (۶۸ متر) می‌باشد. این کشتی در سال ۱۹۸۷ ساخته شد.